# Jérôme Cazalbou

a Compétitions nationales et continentales officielles uniquement.

b Matchs officiels uniquement.
Jérôme Cazalbou, né le 30 avril 1969 à Toulouse, est un joueur international français de rugby à XV évoluant au poste de demi de mêlée au sein du Stade toulousain (1,75 m pour 78 kg).
Joueur du Stade toulousain de 1986 à 2001, il remporte sept titres de champion de France et la Coupe d'Europe 1995-1996.
Il est manager du haut-niveau du Stade toulousain depuis 2018.

## Carrière

### Carrière de joueur
Jérôme Cazalbou a d'abord porté les couleurs de Labastide-Beauvoir avant d'intégrer le Stade toulousain en 1987.
Le 7 janvier 1996, il joue avec le Stade toulousain la première finale de l'histoire de la Coupe d'Europe à l'Arms Park de Cardiff face au Cardiff RFC. Les Toulousains s'imposent 21 à 18 après prolongation et deviennent ainsi les premiers champions d'Europe.
Avec sept titres de champion de France (dont le dernier en 2001) en huit finales, il n'est dépassé que par Armand Vaquerin (10 titres), Jean-Louis Martin (9 titres), Michel Palmié et Alain Estève (8 titres), tous de Béziers.

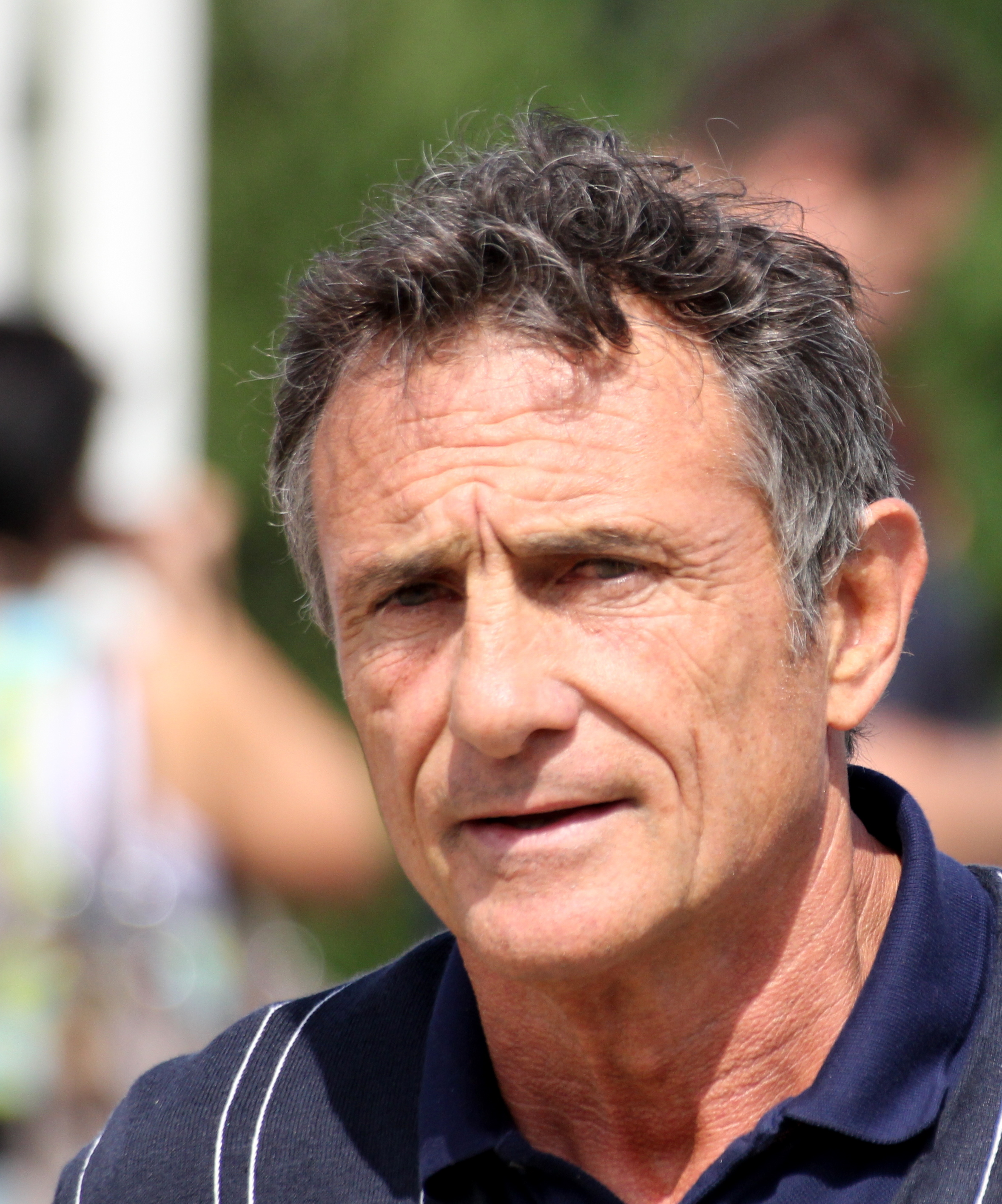
Guy Novès, ici en 2011, est l'entraîneur de Jérôme Cazalbou au Stade toulousain de 1993 à 2001.

Il a disputé 34 matches en Coupe d'Europe de rugby avec le Stade toulousain et remporté l'édition 1996. En 2016, le site Rugbyrama le classe dixième parmi les meilleurs joueurs de l'histoire du Stade toulousain.
Son histoire avec le XV de France est moins joyeuse. En 1993, il est certes appelé dans le groupe par Pierre Berbizier, mais jamais sur le terrain. Quatre ans plus tard, Jean-Claude Skrela l'appelle et il dispute cette fois la Coupe Latine, jouant successivement contre l'Italie, la Roumanie et l'Argentine. L'équipe de France remporte la Coupe Latine de 1997. Il participe ensuite au naufrage collectif contre l'Afrique du Sud pour l’adieu au Parc des Princes le 22 novembre 1997 : défaite 10 à 52 et un essai contre sept ! Il n'a remplacé Fabien Galthié qu'à la 54e, alors que les Springboks avaient déjà fait l'essentiel, mais sa carrière internationale est alors déjà terminée.

### Consultant sportif
En 2000, il commente son premier match sur France Télévision avec Jean Abeilhou à l'occasion du Tournoi des Six nations. En 2002, après avoir mis un terme à sa carrière de joueur, il devient consultant récurrent pour France Télévisions. Il commente le Tournoi des Six nations sur France 2, le Challenge européen sur France 4 avec Laurent Bellet et la Pro D2 sur France 3 aux côtés de Jean Abeilhou. En 2018, il arrête de commenter le Challenge européen à la suite de sa prise de fonction comme manager du haut-niveau du Stade toulousain puis en 2020, France 3 perd les droits de diffusion de la Pro D2. Pour le Six Nations, il doit initialement céder sa place à Benjamin Kayser lors du Tournoi des Six Nations 2021, mais ce dernier étant confiné à Londres à cause de la pandémie de Covid-19, il continue alors de commenter le Tournoi avec Laurent Bellet jusqu'en 2021. En 2022, il commente un match lors de la dernière journée avec Jean Abeilhou. Durant la Coupe du monde de rugby à XV 2023 organisée en France, il intervient de nouveau sur les antennes de France Télévisions pour commenter certaines rencontres, toujours aux côtés de Jean Abeilhou. En 2024 et 2025, il commente de nouveau un match lors de la dernière journée du Tournoi des Six Nations avec Marc Tamon.
Jusqu'en 2011, il est aussi consultant pour Sud Radio dans l'émission Rugby et Compagnie présentée par Christophe Miédougé et Pascale Lagorce.

### Dirigeant
Après sa carrière de joueur, il est chargé des partenariats sportifs pour la Société générale dans le Sud-Ouest.
De 2003 à 2010, il est manager de l'Entente de la vallée du Girou XV, club basé à Pechbonnieu en Haute-Garonne.
En 2017, il fait son retour au sein du Stade toulousain en étant élu vice-président du centre de formation. En 2018, il intègre l'organigramme de la structure professionnelle du club en tant que manager du haut-niveau. Le club remporte le Bouclier de Brennus à l'issue de sa première saison à ce poste. Il gagne aussi la Coupe d'Europe en 2021 et 2024 et de nouveau le championnat en 2021, 2023 et 2024.

## Palmarès de joueur

### En club
- Champion de France Reichel (1) : 1988
- Champion de France (7) :  1989, 1994, 1995, 1996, 1997, 1999 et 2001
  - Finaliste (1) : 1991
- Coupe d'Europe (1) : 1996

### En équipe nationale
- Quatre sélections
- Coupe Latine : 1997